# Que Estranha Forma de Amar
...Que Estranha Forma de Amar é um filme brasileiro de romance de 1978, escrito e dirigido por Geraldo Vietri. O roteiro adapta a história "Iaiá Garcia", de Machado de Assis. A maior parte do elenco pertencia a teledramaturgia da Rede Tupi de Televisão, cedida para o filme conforme agradecimentos nos letreiros iniciais.

## Elenco
| Ator              | Papel           |
| ----------------- | --------------- |
| Berta Zemel       | Estela          |
| Paulo Figueiredo  | Jorge           |
| Diná Lisboa       | Valéria         |
| Sadi Cabral       | Antunes         |
| Wilson Fragoso    | Luiz Garcia     |
| Solange Thedodoro | Iaiá Garcia     |
| Márcia Maria      | Eulália         |
| Jonas Mello       | General Câmara  |
| Leonor Navarro    | Maria das Dores |
| Benjamin Cattan   | Procópio Dias   |

## Sinopse
Estela é a filha do humilde escrevente Antunes e fica órfã de mãe ainda criança. É levada a casa de Dona Valéria, a rica empregadora do pai, que passa a abrigá-la como dama de companhia. Jorge, o filho de Valéria descobre-se apaixonado por Estela e sua mãe, dada a condição social inferior de Estela, procura afastá-lo da ideia de casamento interpondo a presença de Eulália, moça de boa cepa por quem Jorge não tem inclinaçáo alguma nem ela por ele. Valéria então prefere sacrificar o filho a vê-lo casado com Estela urdindo o plano de mandá-lo à Guerra do Paraguai com a interferência de um antigo amigo da família, Sr. Luis Garcia, viúvo e pai de uma menina internada num colégio - Iaiá Garcia - devedor de favores ao seu finado marido. Na véspera da partida Jorge rouba um beijo de Estela deixando-a ultrajada. Nos quatro anos que passa combatendo no Rio da Prata, Jorge não se esquece de Estela e sua paixão aprimora-se. No entanto, para completar seu plano, Valéria aproxima o Sr. Luis Garcia de Estela promovendo o casamento dos dois em segundas núpcias, do qual é madrinha,  justificando o ato pela necessidade de dar uma companhia feminina doméstica para Iaiá Garcia ao sair do colégio interno. Valéria falece antes da volta de Jorge sem usufruir da glória de ter seu filho promovido a herói. Com o fim do conflito, Jorge e Estela se reencontram mas muitas coisas mudaram e aparece nas vidas deles a jovem e alegre Iaiá Garcia.